# Phare de Bjørnsund
Le phare de Bjørnsund (en norvégien : Bjørnsund fyr)  est un phare côtier de la commune de Fræna, dans le Comté de Møre og Romsdal (Norvège). Il est géré par l'administration côtière norvégienne (en norvégien : Kystverket).
Le phare est classé patrimoine culturel par le Riksantikvaren depuis 2017.

## Histoire
Le phare se trouve sur la petite île de Moøya de l'archipel de Bjørnsund  à environ 5 km à l'ouest du village de Bud, sur le continent.
Le phare a été établi en 1871. C'est une petite tour carrée en bois, avec galerie attachée à une maison de gardiens en bois d'un étage. La maison est peinte en blanc et la lanterne est rouge. Il a été automatisé en 1986 et le personnel résident est parti dès 1994. La lumière brûle du 16 juillet au 21 mai de chaque année, mais elle ne fonctionne pas en été à cause du soleil de minuit.

## Description
Le phare  est une petite tour de 9 mètres de haut, avec une galerie et lanterne. L'édifice est peint en blanc et la lanterne est rouge. Son feu à occultations émet, à une hauteur focale de 26 mètres, deux groupes d'éclats (blanc, rouge et vert selon différents secteurs) toutes les 8 secondes. Sa portée nominale est de 15 milles nautiques (environ 28 km) pour le feu blanc, environ 12 pour le feu rouge et 11 pour le feu vert.
Il est équipé d'un radar Racon émettant la lettre B en code morse.
Identifiant : ARLHS : NOR-057 ; NF-3550 - Amirauté : L0918 - NGA : 6372 .
|                      |
| Le phare (1890-1900) |

|          |
| Le phare |

|                       |
| Archipel de Bjørnsund |

### Lien connexe
- Liste des phares de Norvège